# 成島巍一郎
成島 巍一郎（なるしま ぎいちろう、1853年8月12日（嘉永6年7月8日） - 1923年（大正12年）6月18日）は、日本の政治家、衆議院議員（1期）。

## 経歴
千葉県出身。農業を営み、南相馬郡布施村戸長、富勢村(現・柏市)長、1879年千葉県会議員となる。
県議時代は常置委員、同予備員、第一組合幹事、第二組合幹事を歴任した。1881年の県会では議事規則の改正案の建議者に任命され、備荒儲畜法改正を要請する建議についての延期案を支持した。堤防費について地租納入の対価として堤防費の支出を要求する建議をした。さらに荷馬荷牛税の全廃を主張した。1884年の県会では女子師範学校費の廃止に反対し、別途予備金については原案を支持。治水堤防費の国庫補助を内務卿に建議する起草委員に当選した。1887年の県会では病院費、衛生費の修正委員となり、修正案の作成に当たる一方、道路橋梁費については土木関連費の減額を要求し、「前年度の決議額に削減すべき」と主張した。
1890年の第1回衆議院議員総選挙において千葉2区から自由党公認で立候補して初当選。1892年の第2回衆議院議員総選挙で落選した。

## 親族
- 三男 成島勇（衆議院議員）[1]